# Albert Ramírez
Albert Ramírez (* 7. Mai 1992 in Mérida, Venezuela, als Albert Ramón Ramírez Durán ) ist ein venezolanischer Profiboxer und wird vom Ring Magazine auf Rang 9 der Weltrangliste im Halbschwergewicht geführt (Stand: Februar 2024).

## Amateurkarriere
Albert Ramírez boxte als Amateur im Halbschwergewicht, gewann im Juli 2015 die Silbermedaille bei den Panamerikanischen Spielen in Toronto und im August 2015 die Goldmedaille bei den Panamerikameisterschaften in Vargas.
Durch das Erreichen des Finales bei der amerikanischen Olympiaqualifikation 2016 in Buenos Aires qualifizierte er sich für die Olympischen Sommerspiele 2016 in Rio de Janeiro; dort besiegte er Pjotr Chamukow, schied aber dann im Achtelfinale gegen Abdelhafid Benchebla aus.
Von Januar 2015 bis März 2018 boxte er für das Team Caciques de Venezuela in der World Series of Boxing (WSB) und gewann 9 von 11 Kämpfen, wobei er unter anderem Julio César La Cruz und Erislandy Savón besiegen konnte.
Darüber hinaus war er Teilnehmer der Weltmeisterschaften 2015 in Doha und der Weltmeisterschaften 2017 in Hamburg.

## Profikarriere
Sein Profidebüt gewann er am 9. Juni 2018 in Mexiko und gewann 15 Kämpfe in Folge, ehe er im April 2023 einen Vertrag beim kanadischen Promoter Eye of The Tiger Management unterzeichnete.

## Titelgewinne als Profi
- 22. Januar 2023: WBO Global Champion im Cruisergewicht
- 08. April 2022: WBC Fecarbox Champion im Halbschwergewicht
- 11. März 2022: WBA Fedelatin Champion im Halbschwergewicht